# Matakustix
Matakustix ist Matthias Ortner aus Klagenfurt am Wörthersee. Er spielt Austropop mit Einflüssen von Volksmusik und Beatbox, während der Text im kärntnerischen Dialekt vorgetragen wird. Matthias, der live solo oder mit Band unterwegs ist, bezeichnet die Musik als „Alternative Volksmusik“.

## Geschichte
Im Jahr 2012 wurde Matakustix als Soloprojekt von Matthias Ortner ins Leben gerufen. Davor tourte er mit seiner Band J.O.E.L. quer durch Europa. Für Liveauftritte holte er sich die Unterstützung von Christian Wrulich sowie von Daniel Amann, die sich perfekt in das Projekt einfügten. Nach wie vor ist Matakustix ein Solo-Projekt, das bei Konzerten jedoch je nach Anlass live mit Band oder auch als Trio auftritt.
Den Musikstil betitelt Matthias selbst als Austropop bzw. „Alternative Volksmusik“. Dies bedeutet, volksnahe Lieder werden mit modernen Komponenten (z. B. Beatbox) vermischt. Matakustix steht für „echte Musik“, also kein Playback oder digitale Technik.
Der Name Matakustix ist ein Wortspiel aus dem Vornamen Matthias und dem Adjektiv akustisch.
Im Jahr 2019 wurde Matakustix von Universal Music unter Vertrag genommen.
2025 wurde Matthias mit seinem Song „Hüttenliebe“ offizieller Wiesnhit am Münchner Oktoberfest.

## Diskografie

### Alben
| Jahr | Titel     | Höchstplatzierung, Gesamtwochen, AuszeichnungChartsChartplatzierungen (Jahr, Titel, Platzierungen, Wochen, Auszeichnungen, Anmerkungen) | Anmerkungen |
| Jahr | Titel     | AT | Anmerkungen |
| ---- | --------- | --- | ----------- |
| 2016 | K‘mot     | AT46 (1 Wo.)AT |             |
| 2022 | Das Album | AT69 (1 Wo.)AT |             |

- 2014 Gluatmugl
- 2017 schief, ume

### Singles
- 2014: Haiboden
- 2014: Lenz
- 2015: Kayola
- 2015: Lei Ans (One Love)
- 2016: Auf die Leidenschoft
- 2017: Topf und Deckl
- 2019: AlmÖsiKing
- 2019: Mehr gschmust
- 2020: Irgendwas geht imma
- 2021: Wunderschönes Mädchen
- 2025: Hüttenliebe (Oktoberfest Wiesnhit)
- 2025: Feierabend

## Filmografie
Kurzfilme 
- 2015: Die Werwolfkuh[1]
- 2016: Die Ritter der Jausokalypse[2]

Musikvideos 
- 2014: Hai Hai Haibodn
- 2015: Summer Mowing
- 2016: Die Leidenschoft
- 2017: Topf und Deckl
- 2019: AlmÖsiKing
- 2019: Mehr gschmust
- 2020: Irgendwas geht imma
- 2021: Wunderschönes Mädchen